# Åke Åkesson (Soop)
Åke Åkesson (Soop), född januari 1564, död 21 maj 1617, var en svensk häradshövding.

## Biografi
Åke Åkesson föddes 1564. Han var son till ståthållaren Åke Haraldsson (Soop) och Brita Axelsdotter Posse. Åke Åkesson blev 25 januari 1593 häradshövding i Konga härad. Han avled 1617 och begravdes i Fristads kyrka.

### Egendom
Åke Åkesson ägde gårdarna Lindö i Kärrbo socken och Påtorp i Fristads socken.

### Familj
Åke Åkesson var gift med Ingrid Gylta (född 1569), dotter till lagmannen Bengt Gylta och Ingeborg Jakobsdotter Krumme. De fick tillsammans barnen kammarherren Bengt Soop (död 1627), Axel Åkesson, överstelöjtnanten Göran Soop (död 1632), Nils Åkesson, Knut Åkesson, Ture Åkesson, Harald Åkesson, Ingeborg Åkesdotter, Catharina Åkesdotter (1603–1624) som var förlovad med hovjunkaren Jesper Nilsson Cruus, Brita Åkesdotter och Anna Åkesdotter.